# Amărăștii de Sus
Amărăștii de Sus est une commune du județ de Dolj en Roumanie.